# Čestobrodica (gmina Požega)
Čestobrodica (cyr. Честобродица) – wieś w Serbii, w okręgu zlatiborskim, w gminie Požega. W 2011 roku liczyła 268 mieszkańców.